# Monhystrella marina
Monhystrella marina är en rundmaskart. Monhystrella marina ingår i släktet Monhystrella och familjen Monhysteridae. Inga underarter finns listade i Catalogue of Life.